# Pierre Charpin
Pour les articles homonymes, voir Charpin.
 (octobre 2022).
Si vous disposez d'ouvrages ou d'articles de référence ou si vous connaissez des sites web de qualité traitant du thème abordé ici, merci de compléter l'article en donnant les références utiles à sa vérifiabilité et en les liant à la section « Notes et références ».
Pierre Charpin, né à Saint-Mandé le 16 juin 1962, est un designer français.

## Biographie
Fils du sculpteur Marc Charpin, Pierre Charpin suit des études à l'École nationale supérieure d'art de Bourges et obtient son diplôme d'expression plastique en 1984.
À partir de 1990, Pierre Charpin se consacre principalement au design de mobilier et d'objet. Entre 1993 et 1994, il séjourne à Milan dans le studio de George Sowden (ex-membre du groupe de Memphis). De retour en France il obtient une carte blanche du VIA (Valorisation de l'innovation dans l'ameublement). En 1998, Cinova édite le fauteuil Slice qui sera réédité en 2016 par Ligne Roset. Il est invité par le CIRVA (Centre international de recherche sur le verre et les arts plastiques) à Marseille pour réaliser une série d'objets en verre (1998-2000). En 2000, il réalise à Vallauris une série de céramiques qui sont présentées au musée de Vallauris et à la Galerie kreo (Paris).
Il poursuit son travail de recherche avec la Design Gallery Milano (séries Stands en 2002 et Oggetti Lenti en 2005). Depuis 2005 et après une première exposition personnelle en 1999, la galerie Kreo édite en exclusivité ses pièces en série limitée, présentées lors d’expositions personnelles : Platform en 2006, All’aperto en 2008, 8 1/2 en 2009, Ignotus Nomen en 2011, Marbles & Clowns en 2015 et Similitude(s) en 2020.
En 2012, il est résident à la Villa Kujoyama au Japon (section Design / Graphisme).
En parallèle de son travail de recherche, Pierre Charpin collabore avec des éditeurs renommés tels Alessi, 1616 Arita Japan, Cristallerie de Saint-Louis, Hay, Hermès, Japan Creative, Ligne Roset/Cinna, Manufacture nationale de Sèvres, Pamar, Tectona, Venini, The Wrong Shop.
Pierre Charpin est également scénographe pour ses propres expositions au MUDAC, au Grand-Hornu Images et à la Villa Noailles et pour des expositions thématiques comme « Les sixties mode d'emploi » (Musée de la mode et du textile, Paris), « Mobiboom » (Les Arts décoratifs, Paris) et la troisième édition du Triennale Design Museum de Milan Quali Cose Siamo, organisée en 2010 par Alessandro Mendini, « Oh couleurs ! » en 2017, musée des Arts décoratifs et du Design (Bordeaux), curatrice Constance Rubini et les Vitrines Hermès de Madison Avenue (New York) en 2018.
Parallèlement à ses activités de designer, il a enseigné le design de 1998 à 2008 à l’École supérieure d’Art et de Design de Reims et, de 2006 a 2014, au sein du département Design industriel de l’école cantonale d'art de Lausanne (ECAL).

## Œuvre
Le design de Pierre Charpin se caractérise par sa simplicité et l'harmonie qui se dégage de ses créations. Il privilégie une approche discrète et douce : 

« Je tente de transmettre des messages délicats et sensibles qui ne vont pas de pair avec la grande diffusion immédiate. »

Son langage formel est simple et coloré (vase Triplo, Cabinet Girotondo). Il laisse néanmoins une place à l'humour et au jeu : par exemple dans ces boites et vases CeramX aux motifs érotiques, que l'usager peut dévoiler ou brouiller selon son humeur.
Certaines des créations de Pierre Charpin font partie des collections du musée des arts décoratifs de Paris.
En 2011, son travail fait l'objet d'une exposition monographique « Pierre Charpin au Grand-Hornu, vingt années de travail » au Grand-Hornu images,.
En 2015, il est invité d'honneur du 10e Design Parade de la Villa Noailles à Hyères, qui lui consacre une deuxième exposition monographique « Villégiature ».

### Distinctions
- 2017 : Créateur de l'année du salon Maison & objet
- 2005 : Créateur de l'année du Salon du meuble

### Réalisations marquantes
- Fauteuil Slice (1998), Brunati distribué par la Galerie kreo
- Ensemble de pièce en verre (1998/2001), CIRVA
- Cabinet Girotondo (2002), Zanotta
- Série Stands (2002), Design Gallery Milano
- Objets en céramique Ceram X (2003), CRAFT
- Vases Triplo (2003), Venini, sélectionné pour le Compas d'or (2005)
- Carafe Eau de Paris (2004)
- Série Platform (2005), Galerie kreo
- Verres et carafe Intervalle[3], Cristallerie de Saint-Louis (2011)
- Série Ignotus Nomen (2011), Galerie kreo
- Lampe PC Lamp (2016), Hay

## Publications
- Avec le dessin (texte de Pierre Charpin), Paris, Éditions B42, 2022  (ISBN 978-2-490077-75-5)
- (fr + en) Chantal Prod'Hom, Anniina Koivu, Pierre Charpin, Entre les vases, Birkhauser, 2009